# 북 (직조)

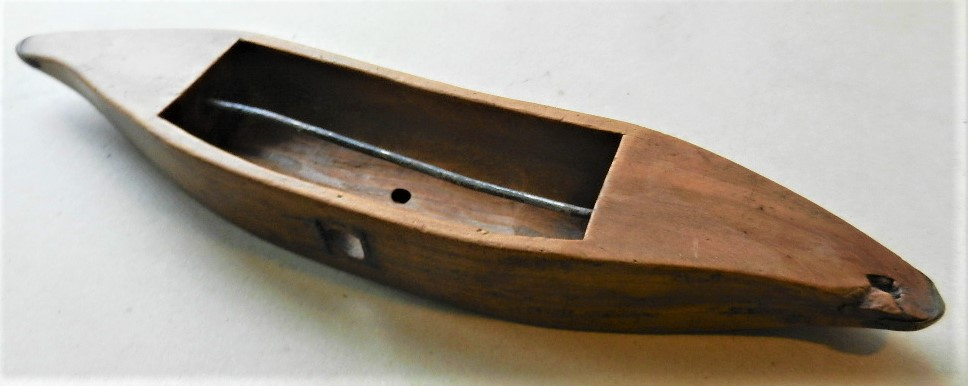

북(영어: shuttle 셔틀[*])은 직조에서 중요한 도구로, 씨실을 감아놓은 길쭉한 물건이다. 베틀의 날실 틈을 왔다갔다 하면서 씨실을 날실 사이로 채워넣어 직물이 되게 한다.
1733년 존 케이가 나는 북을 발명한 것은 산업혁명기의 중요 발명 중 하나로 꼽힌다.